# Durbaszka-Hütte

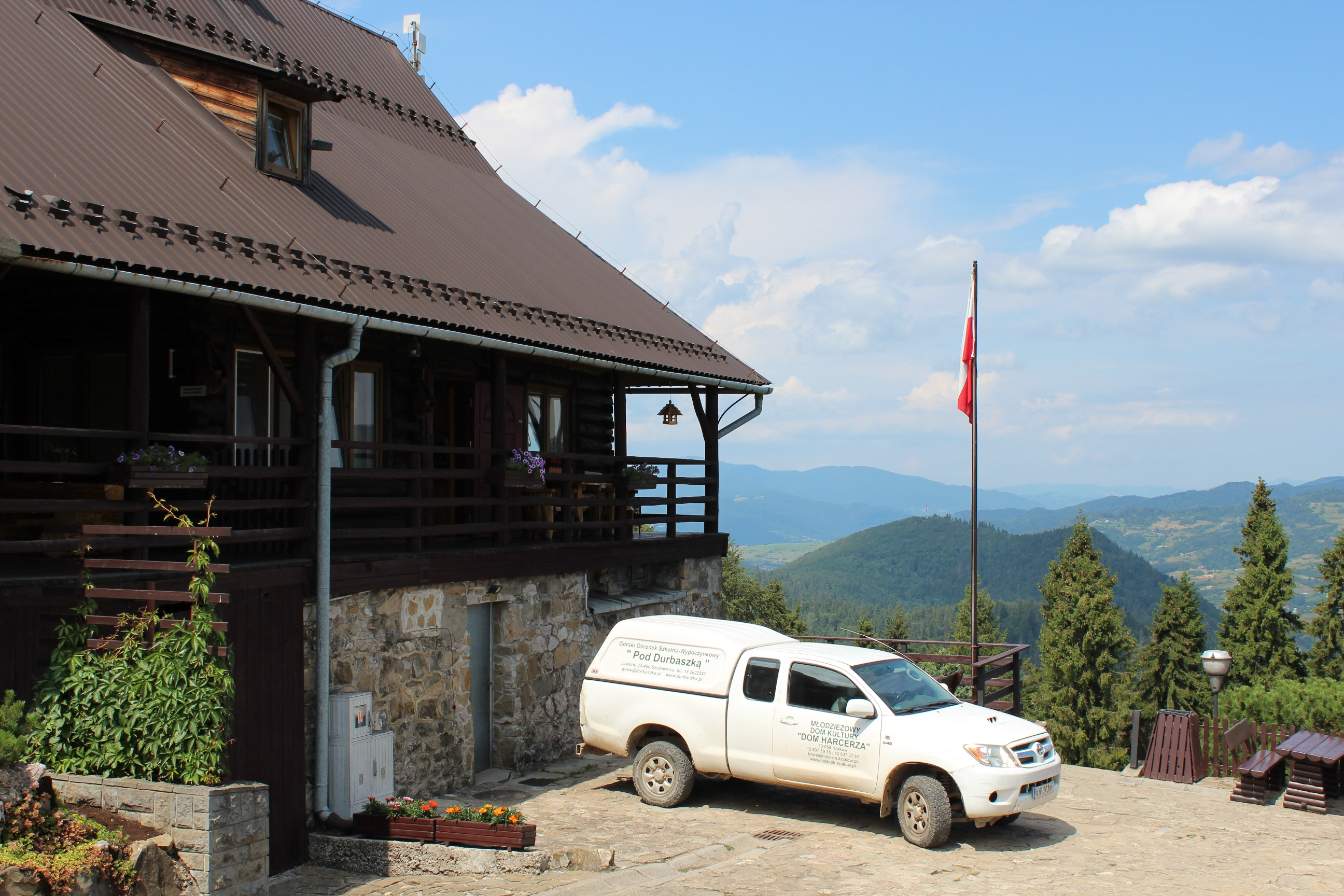
Im Sommer

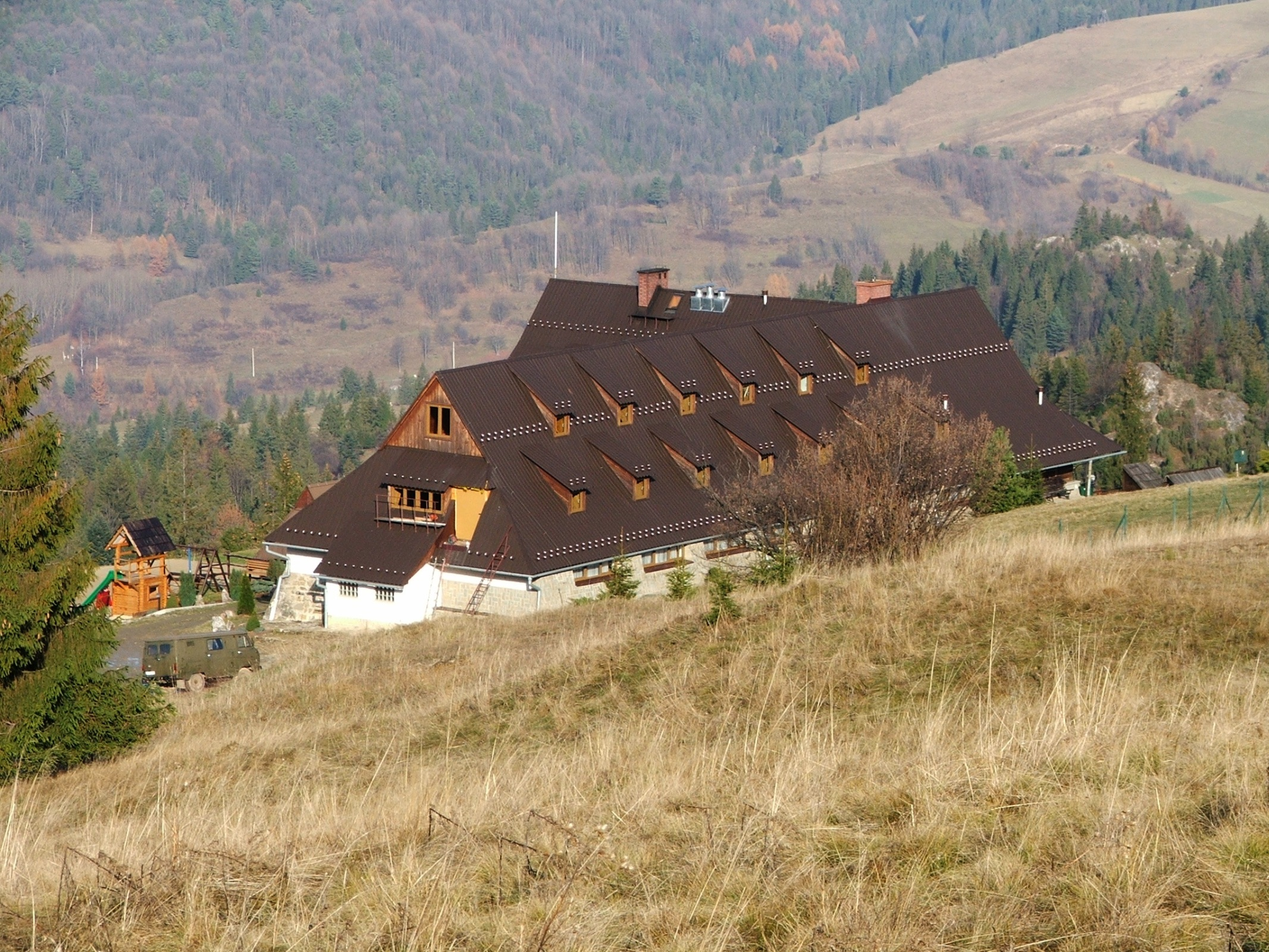
Im Herbst

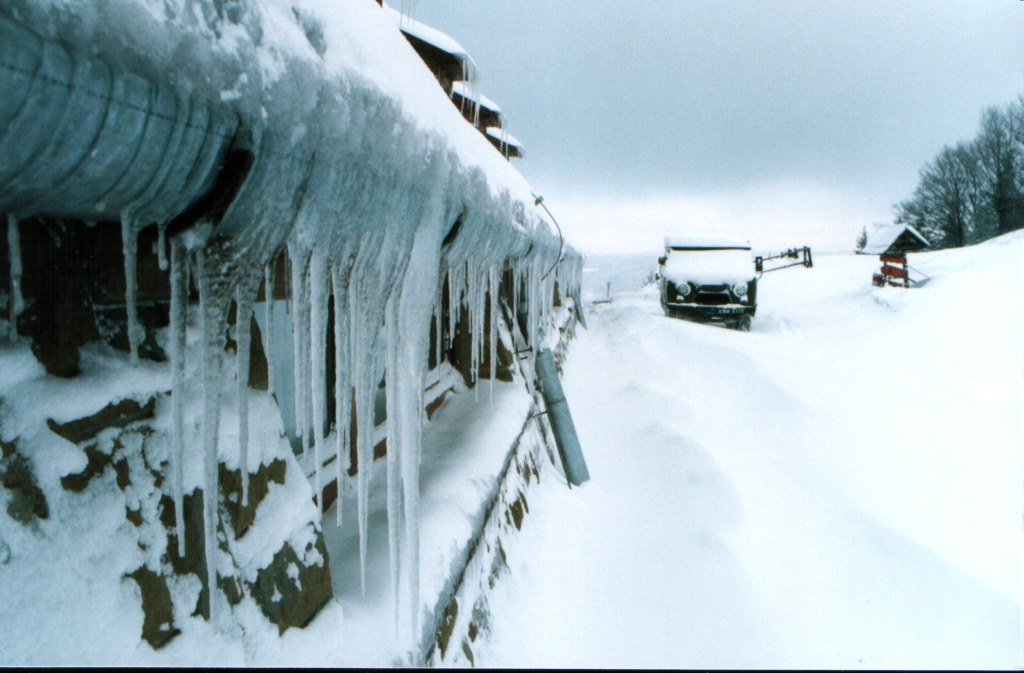
Im Winter

Die Durbaszka-Hütte (pl. Schronisko pod Durbaszką bzw. MDK Górski Ośrodek Szkolno-Wypoczynkowy im. Władysława Pilińskiego „Pucka“) liegt auf einer Höhe von 850 m ü. NN in Polen in den Kleinen Pieninen auf dem Berg Dubraszka. Die Hütte ist mit 86 Planbetten die größte Schutzhütte in den Kleinen Pieninen. Das Gebiet gehört zur Gemeinde Szczawnica.

## Geschichte
Die Hütte wurde von 1949 bis 1952 als Almhütte für die Schafzucht errichtet. Für diesen Zweck wurde sie jedoch nie genutzt. Stattdessen wurde sie 1973 auf Initiative der Krakauer Pfadfinder zur Berghütte umgebaut. Sie wurde nach Władysław Piliński benannt. 

## Zugänge
Die Hütte ist u. a. zu erreichen:
- ▬ von Szczawnica auf dem blau markierten Kammweg
- auf einem nicht markierten Weg von Jaworki

Die Hütte ist auch mit dem Auto erreichbar. Die Zufahrt ist jedoch nur für Anlieger frei.

## Übergänge
- ▬ blau markierter Kammweg über den Hauptkamm der Kleinen Pieninen

### Gipfelbesteigungen
Gipfel in der näheren Umgebung der Hütte sind:
- Wysokie Skałki (1050 m)
- Smerekowa (1014 m)
- Jaworzyna (1001 m)
- Wierchliczka (964 m)
- Watrisko (960 m)
- Borsuczyny (939 m)
- Dubraszka (934 m)
- Wysoki Wierch (899 m)
- Rabsztyn (847 m)
- Cyrhle (774 m)
- Łaźne Skały (773 m)
- Szafranówka (742 m)
- Witkula (736 m)
- Załazie (731 m)
- Szafranówka (742 m)
- Palenica (722 m)
- Bystrzyk (704 m)
- Biała Skała (665 m)